# Seli-Nurme
Seli-Nurme – wieś w Estonii, w prowincji Rapla, w gminie Rapla.